# Електротехнически факултет (ТУ, Варна)
Електротехническият факултет е основно звено в структурата на Техническия университет във Варна. Декан на факултета е доц. д-р инж. Бохос Рупен Апрахамян.

## История
Факултетът е създаден още с учредяването на висшето училище (тогава наречено Висш машинно-електротехнически институт) през 1962 г. Той наследява Електротехническия отдел на Техническия факултет (открит през 1945 г.) в бившия Варненски държавен университет „Св. Кирил Славянобългарски“ (днешния Икономически университет, Варна). Електротехническия отдел е бил специализиран в направленията електротехника, електроснабдяване и далекосъобщителна техника.

Електроетхническия факултет е един от трите първи факултета в университета. Официално е създаден на 27 август 1962. Строежът на комплекса на факултета е първият от новите сгради на университета. Комплексът започва да се строи през 1965 и до 1968 е готов. Катедра „Всисша математика и дискриптивна геометрия“ е била част от факултета. Състои се от висока и ниска сграда и парк около сградите. Ректоратът към инстута първоначално се е помещавал в комплекса към електротехническия факултет до началото на 70-те години. Електротехническия факултет постава началото на катедри като „Автоматизация на производството“ и „Изчислителна техника“. През годините към факултета са се водили катедрите „Радиотехника“ и „Съобщителна техника“. Известно време факултетът е носел името „Факултет по електротехника, електроника и автоматика“. Електротехническия факултет се помещава в сградата си на изток от Машинния факултет (ректорат) и в неговия комплекс се намират Факултетът по Електроника и Факултетът по изчислителна техника и автоматизация към Технически университет Варна. Административните дейности и заседания, лекционни курсове се извършват във високо тяло на сградата. Ниската част е предназначена за помещения използвани за ръководство на катедрите и лабораторни упражниния. Катедрите „Социални и правни науки“ и „Физическо възпитание и спорт“, стават част от факултета, от края на 2015 година.

### Декани
- проф.инж. Васил Халачев (1963 – 1966)
- проф.дтн.инж.Дончо Дончев(1966 – 1970)
- проф.дтн.инж. Димитър Димитров (1970 – 1978)
- проф.дтн.инж. Сава Контров (1978 – 1982)
- доц.д-ринж. Васил Смърков (1982 – 1986)
- проф.д-ринж. Марин Маринов (1986 – 1993)
- проф.д-ринж. Стефан Барудов (1993 – 1995)
- доц.д-ринж. Любомер Димитров (1995 – 1999)
- проф.дтн.инж. Крум Герасимов (1999 – 2003)
- доц.д-ринж. Кольо Тасев (2003 – 2007)
- доц.д-ринж.Мария Маринова (2007 – 2011)
- доц.д-ринж.Маринела Йорданова (2011)

## Структура

### катедра „Електротехника и електротехнологии“
Катедрата е едно от направленията в Технически университет Варна с най-голям спектър на натрупани изследователски постижения. Катедрата играе изключително важна роля за успешното развитие на института. Професионалният опит, иновации и успехи започват още когато е открит профил към Техническия факултет към Държавния университет. Голяма част от преподавателите за възпитаници именно на този профил и продължават да развиват себе си и катедрата през годините. Завършилите катедрата имат приноси освен в различни сфери на образованието така и в различни проекти и производствени процеси. През 1962 е създадена катедра „Електрически машини и апарати“ (ЕМА), като се има предвид разрастващото влияние на електротехниката в индустрията, транспорта, администрацията и бита в страната и е една от 9те катедри към МЕИ-Варна (ТУ-Варна). През следващите години катедрата е основното звено в електротехническия факултет. До 1966 са завършени най-важните 6 основни лаборатории към катедрата. Тези лаборатории са оборудвани с труда, желанието и отдадеността на инженерите:Кръстьо Атанасов, Боян Багиев, Иван Керчев, доц. Диимтър Димитров, доц. Никола Тодоровски, м.с Никола Иванов. Провежданите упражнения са по дисциплините:Електотехника, Електрически апарати, Безконтактни електрически апарати, Електрически микроапарати, Електротехнически материали, Електроизмервателни уреди. След създаването си катедра Електрически машини и апарати съдейства за развитието на катедрите „Електроснабдяване и електрообзавеждане“, „Електроенергетика“, "Автоматизация на производството. Възпитаници на катедрата намират реализация като ръководители, конструктори и инженери към различни предприятия свързани с производството и ремонтопригодността на електротехнически изделия и уредби. Освен в България специалистите се реализират в СССР, Румъния, Полша, ГДР и други страни. Някой възпитаници на катедрата се реализират в сферата на висшето и средното техническо образование. И днес в Технически университет Варна има десетки възпитаници на катедрата, като се реализират в различни специалности свързани с електротехниката. Освен множеството научни публикации, реализираните проекти и написаните учебни пособия, преподавателите чрез своят успех и принос потвърждават авторитета и честта на университета. Проф.дтн.инж. Сава Контров е гордост както за катедрата так и за целия университет. Кантров е вписан в златната книга на изобретателите на Република България. Проф. д.т.н. инж. Дончо Дончев – е избран за почетен ръководител катедра – посмъртно. Дончев каторъководител на катедрата и учен има редица приноси в утвърждаването, модернизацията и сътрудничеството на катедрата с различни институции. Освен заслуги към катедрата, професор Дончев работи усърдно за развитието на ВМЕИ-Варна като ректор и като народен представител заместник Министър на образованието. През 1999 катедрата е преименувана от „Електрически машини и апарати“ на „Електротехника и електротехнологии“. През 2013 се провежда Юбилейна конференция по повод 50-годишнината на катедрата.

#### Ръководители на катедрата
- Доц. д-р инж. Никола Тодоровски (1964 – 1967)
- Проф. дтн. инж. Петър Пенчев (1967 – 1972)
- Проф. дтн. инж. Дончо Ст. Дончев (1972 – 1990)
- Доц. д-р инж. Христо Раев (1990 – 1993)
- Доц. д-р инж. Любомир Димитров (1993 – 1997)
- Проф. дтн инж. Сава Контров (1997 – 2009)
- Доц. д-р инж. Атанас Колев Иванов (2009 – 2011)
- Доц. д-р инж. Бохос Апрахамян (2012)

#### Преподаватели възпитаници на катедрата
- Петър Пенчев – ректор на ВМЕИ-Варна
- Дончо Дончев – ректор на ВМЕИ-Варна
- Димитър Димитров – ректор на ВМЕИ-Варна
- Мария Маринова – заместник-ректор, бивш декан на електротехническия факултет
- Маринела Йорданова – декан на електротехническия факултет

### катедра „Електроенергетика“
Катедра „Електроенергетика“ е създадена през 1974 г. със заповед на ректора проф. инж. Лефтер Лефтеров. За първи ръководител на катедрата е избран доц. к.т.н. инж. Димитър Ив. Димитров(роден в град Сливен). За работа в катедрата са назначени и университетските преподаватели ст. пр. Иван Керчев, ст. ас. Георги Ушев(роден в град Сопот). От средата на 70 те години и през следващите 20 години катедрата е носила имената „Електрически централи мрежи и системи“ и „Електроенергетика и електрообзавеждане“. Възпитаници на катедрата имат приноси в изграждането на нови трасета в електропреносната мрежа. В началото на XXI век в България навлизат идеи за разрастване на потреблението на електроенергия от възобновяеми енергийни източници. Катедрата участва в различни идеи за създаване на нови централи и подобряването и създаването на нови механизми. Възпитаници на катедрата се реализират и заемат отговорни постове както в електроенергийните мрежи така и централи като ТЕЦ Марица изтог, ТЕЦ Варна, АЕЦ Козлудуй. Инженерите, завършили специалност на тази катедра, наброяват 1200 души към 2015 г.
Ръководители на катедрата:
- проф. д.т.н. инж. Димитър Димитров (1974 – 1986)
- доц. д-р инж. Стоян Андреев (1986 – 1993)
- доц. д-р инж. Георги Ушев (1993 – 1995)
- проф. д.т.н. инж. мат. Крум Герасимов (1995 – 1999)
- доц. д-р инж. Стоян Андреев (1999 – 2011)
- доц. д-р инж. Ангел Врангов (от 2011)

### катедра „Електроснабдяване и електрообзавеждане“
Катедрата е създадена през 1971. Катедрата е създадена от добри специалисти като първият и ръководител е
проф. д-р инж. М. Маринов. Първият випъск на катедрата завършва през 1976. За развитието на катедрата най-голям принос имат преподавателите с дългогодишен опит:проф. д-р М. Маринов, доц. д-р П. Петков, доц. д-р С. Чакъров, доц. д-р С. Славчев. Специализацията на студентите се извършва в три степени. Освен успехи в областта на електрообзавеждане на различни комплекси катедрата е допринесла за различни нови методи при проектиране на електрообзавеждане както в сгради и съоръжения така и в различни видове транспорт.

#### Ръководители на катедрата
- доц. Валентин Николов Гюров (2015)

### катедра „Теоретична и измервателна електротехника“
Материята на тази катедра е основополагаща в електротехниката. Основана е през 1963, след старта на първата академична учебна и е една от основите в електротехническия факултет. Първият ръководител на катедрата е доц. Крум Асенов Попов.

#### Ръководители на катедрата
- доц. Крум Попов (1963 – 1969)
- доц. Дишлиев (1969 – 1975)
- доц. д-р Тодоровски (1975 – 1984)
- доц. д-р Таушанов (1984 – 1985)
- доц. д-р Ралчева (1986 – 1999)
- доц. д-р Емил Панов (1999 – 2008)
- доц. д-р Маринов (2008-)

## Основни лаборатории в състава на факултета
- Лаборатория по Електротехнически материали
- Лаборатория по Електрически машини
- Лаборатория по Електрически апарати
- Лаборатория по Техническа безопасност
- Лаборатория по Техника на високите напрежения
- Лаборатория по Електротермални устройства и процеси
- Лаборатория по Интелигенти осветителни уредби
- Лаборатория по Електроснабдяване

## Научни приноси

### Научни проекти
- Уреди за индивидуален контрол на напрегнотост на ел. поле,р-л проект доц. Георги Ушев
- Техника на кабелната изолация - технологии и въпроси на диагностиката и прогнозирането на срока на работа,р-л проект доц. Георги Ушев
- Усъвършенствано полупроводниково запалващо устройство за натриеви лампи 175 до 400V р-л проект проф. Димитър Димитров
- Създаване на високоефективни керамични и композиционни материали за нагревателни елементи,р-л проект проф. д.т.н. инж. Сава Контров

### Научни трудове и монографии
- проф. д.т.н. инж. мат. Крум Герасимов, „Математическо описание на електромеханичните движения велектроенергийната система и алгоритми за изследване на устойчивостта им при малки смущения“
- проф. д.т.н. инж. Дончо Димитров, „Апарати за управление на газоразрядни източници на светлина“
- проф.д.т.н. инж. Петър Пенчев, основател на Научноизследователския институт по проблемите на висшето образование към МОН (1978-1980 г.)
- доц. д-р инж. Александър Иванов Бешевлиев - внедрява метод за магнитна обработка на флуиди